# Lomelosia rhodopensis
Lomelosia rhodopensis är en tvåhjärtbladig växtart som först beskrevs av Nikolai Andreev Stojanov och Stefanov, och fick sitt nu gällande namn av W. Greuter och Burdet. Lomelosia rhodopensis ingår i släktet Lomelosia och familjen Dipsacaceae. Inga underarter finns listade i Catalogue of Life.